# (73115) 2002 GP45
(73115) 2002 GP45 – planetoida z pasa głównego asteroid okrążająca Słońce w ciągu 3,57 lat w średniej odległości 2,34 j.a. Odkryta 4 kwietnia 2002 roku.